# Merck Finck Privatbankiers
Die im Jahr 1870 gegründete Privatbank Merck Finck hat ihren Sitz in München und ist außerdem mit insgesamt 11 Standorten bundesweit vertreten. Sie ist seit 1999 eine Tochter der luxemburgischen Bank KBL European Private Bankers (KBL), die im Januar 2020 in Quintet Private Bank umfirmierte.

## Geschichte
Merck Finck wurde unter der Firma Merck, Christian & Co am 1. Juli 1870 von Adolf Karl Ludwig Christian und dem Bankier Heinrich Johann Merck gegründet. Kommanditisten waren die Darmstädter Bank für Handel und Industrie und der Unternehmer Theodor von Cramer-Klett. Gemeinsam mit seinem Bruder August, der den ausscheidenden Komplementär Christian ersetzte, hielt der bisherige Prokurist Wilhelm Finck bereits 1879 einen Großteil des Bankvermögens. Im Zuge dieses Wechsels firmierte das Bankhaus in Merck Finck & Co um.
Das Kerngeschäft der Bank war die Unternehmensfinanzierung und Emission von Unternehmensanleihen. Das Bankhaus war an der Gründung von Unternehmen wie der Süddeutschen Bodencreditbank AG (1871), der Brauerei Bürgerliches Brauhaus München (1880), der Isarwerke GmbH (1894) und der Münchener Trambahn-AG beteiligt. 1890 zeichnete Merck Finck fast 40 Prozent des Grundkapitals der Allianz Versicherungs-AG. Mit den Beteiligungen übernahm Wilhelm Finck als Vertreter des Bankhauses häufig auch ein Aufsichtsratsmandat und brachte damit seinen wirtschaftlichen Sachverstand in die verschiedensten Unternehmen ein.
Sein Wirken wurde 1905 mit der Berufung zum Reichsrat der Krone Bayerns gewürdigt. Diese brachte der Familie auch die Erhebung in den erblichen Adelsstand.
Nachdem sich das Bankhaus über die Jahrhundertwende im Depositen-, Kredit- und Wertpapiergeschäft positiv entwickelt hatte, unterbrach der Erste Weltkrieg den Aufschwung. Der Kapitalmarkt war stark reglementiert. Auch die Phase der Inflation nach Kriegsende verhinderte eine weitere Expansion. Trotz sinkender Einnahmen konnte das Bankhaus seinen Betrieb ohne fremde Unterstützung fortsetzen.
Eine weitere Zäsur brachte der Tod von Wilhelm von Finck im Jahr 1924. Sein Anteil am Bankhaus von nahezu 100 Prozent ging zu gleichen Teilen an seinen Sohn August von Finck senior und seine Töchter Margarete von Stengel und Elisabeth Winterstein über. Der Tod Wilhelm von Fincks und die Übernahme der Bankgeschäfte durch seinen Sohn leiteten eine neue Ära ein. Merck Finck & Co brachte sich stark bei der Gründung von Flugzeugbau- und Flugverkehrs-Unternehmen ein: Mit der Udet-Flugzeugbau GmbH, einer Vorgängerin der heutigen DASA, und der Süddeutschen Aero Lloyd AG, einer Vorgängerin der Lufthansa, entstanden wichtige Branchenpioniere in Deutschland.
Die Weltwirtschaftskrise legte dem Bankwesen ab 1929 weitere Beschränkungen auf. Dennoch gelang es, sich an den Vereinigten Werkstätten für Kunst im Handwerk, an der Sektkellerei J. Oppmann und an der Gesellschaft für Markt und Kühlhallen in Hamburg zu beteiligen.
Nach dem Anschluss Österreichs an das Deutsche Reich 1938 ergriff Merck Finck & Co die Gelegenheit, sich das Wiener Privatbankhaus S. M. v. Rothschild anzueignen. Diese höchst renommierte österreichische Privatbank, Eigentum von Louis Nathaniel von Rothschild, hatte bis 1931 die Österreichische Creditanstalt kontrolliert. Ab Juli 1938 wurde es durch Merck Finck & Co kommissarisch verwaltet, 1940 durch das in Wien neugegründete Bankhaus E. v. Nicolai arisiert – hier waren Merck Finck & Co mit 71 Prozent und die Deutsche Industrie-Bank (Düsseldorf) mit 19 Prozent beteiligt. Louis Nathaniel von Rothschild erhielt die verbliebenen Werte nach dem Zweiten Weltkrieg zurück, verzichtete jedoch auf eine Wiedererrichtung seines Bankhauses. Im Zuge der Arisierung jüdischen Vermögens übernahm Merck Finck & Co im März 1938 auch die Berliner Niederlassung der renommierten Privatbank J. Dreyfus & Co. mit all ihren Aktivitäten. Deren Anteilseigner Paul Wallich war Leiter der Berliner Niederlassung und wurde gezwungen, bis Mai 1938 die Liquidation der Bank vorzunehmen. Ohne Existenzgrundlage verübte er sechs Monate später, am Tag nach den Novemberpogromen, Suizid.
Nach den Aktivitäten in der Zeit des Nationalsozialismus war das Bankhaus Merck Finck & Co in den Nachkriegsjahren, nicht zuletzt aufgrund der Verstrickung der Eigentümer und der leitenden Angestellten in die NS-Wirtschaftspolitik, völlig lahmgelegt. Erst 1949 konnte Merck Finck & Co wieder in dem neu aufgebauten Bankgebäude den Geschäftsbetrieb aufnehmen. Das Bankhaus engagierte sich jetzt besonders stark im Wertpapierwesen. Unterstützt von August von Finck junior und später auch Wilhelm Winterstein gelang August von Finck senior so der Wiedereinstieg in den Bankenmarkt. In den folgenden Jahren expandierte das Bankhaus durch Gründung neuer Niederlassungen auch außerhalb Bayerns. Gemeinsam mit der Familie des Stahlindustriellen Fritz von Waldthausen wurde 1954 das Bankhaus Waldthausen & Co. gegründet. Die Geschäfte des Bankhauses Alwin Steffan aus Frankfurt am Main, zu dem schon länger Verbindungen bestanden, übernahm Merck Finck & Co mit dem Tod des Seniorpartners 1963. Generalbevollmächtigter des Bankhauses Merck Finck & Co (München-Düsseldorf-Frankfurt a. M.) ab 1977 war Helmut Voigt (* 1939), der ab 1981 auch als Aufsichtsratsmitglied der 
DSK-Bank Deutsche Spar- und Kreditbank AG München-Düsseldorf fungierte.

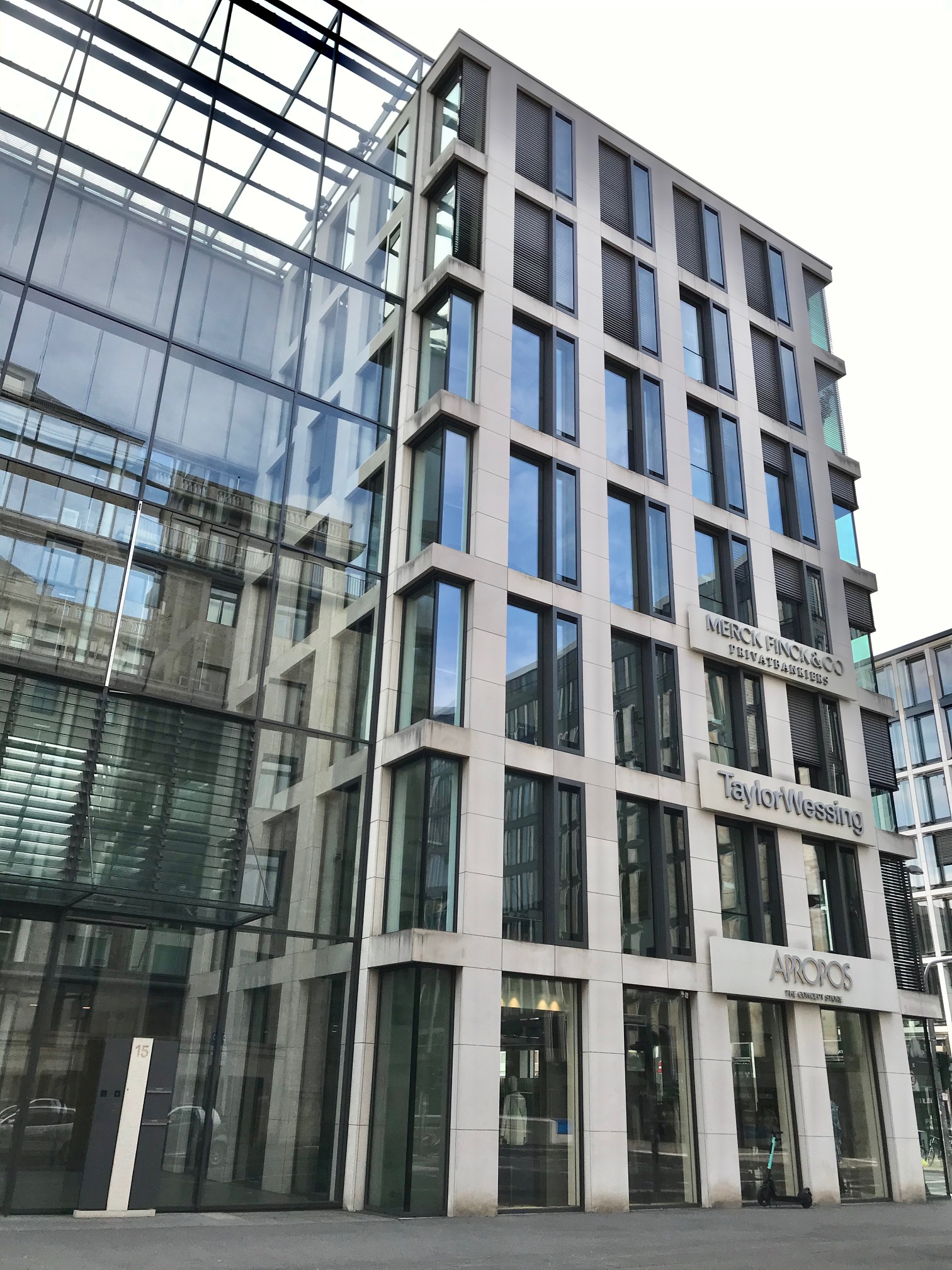
Merck Finck in Düsseldorf

Überraschend verkaufte August von Finck junior im Oktober 1990 das Bankhaus für rund 600 Millionen DM an die britische Barclays Bank Plc. Durch die Steuerreformen der vorangegangenen Jahre hatte man die über Generationen aufgebauten stillen Reserven aufdecken und realisieren müssen. Um die anfallenden Steuern zu bezahlen, waren sogar Teile des über 100 Jahre alten Aktiendepots veräußert worden. Die Barclays-Filialen in Hamburg, Stuttgart und Berlin firmierten in Niederlassungen von Merck Finck & Co um. Da das breite Retail Banking der neuen Muttergesellschaft jedoch nicht mit dem im Bankhaus fest implementierten Private Banking zu vereinbaren war, veräußerte die Barclays Bank Merck Finck 1999 an die KBL European Private Bankers (KBL epb), zu der es seitdem gehört.
2002 erwarb Merck Finck die deutsche Private Banking-Einheit der WestLB, 2005 erfolgte die Akquisition des Private Banking der Westfalenbank.
Im Mai 2010 teilte die indische Investmentgesellschaft Hinduja Group mit, dass sie von der belgischen KBC die Sparte KBL European Private Bankers für 1,35 Milliarden Euro übernehmen möchte. Am 16. März 2011 wurde jedoch bekannt, dass die luxemburgische Finanzaufsichtsbehörde Commission de Surveillance du Secteur Financier (CSSF) ihre Zustimmung zum Verkauf verweigerte. Somit verblieb Merck Finck im Besitz des belgischen Finanzkonzernes KBC. Im Oktober 2011 wurde bekannt, dass die belgische KBC Group ihre Sparte KBL European Private Bankers für 1,05 Milliarden Euro an eine luxemburgische Holding namens Precision Capital verkauft, hinter der Privatpersonen aus Katar stehen. Diese gehören zur Familie Al-Thani, die das politische Geschehen Katars seit rund 200 Jahren prägt. Der Kauf wurde im Juli 2012 abgeschlossen. Zur KBL-Gruppe gehören unter anderem auch die französische Richelieu Banque Privée, Brown Shipley & Co in Großbritannien und Theodoor Gilissen Bankiers in den Niederlanden. Im September 2016 änderte die Privatbank Merck Finck & Co ihre Rechtsform, von einer oHG in eine AG.
Im Januar 2020 änderte die KBL European Private Bank ihren Namen in Quintet Private Bank und Merck Finck trägt seither die Ergänzung „A Quintet Private Bank“.
Im Dezember 2020 erfolgte die Integration der Merck Finck Privatbankiers AG in die Muttergesellschaft, die europäische Quintet Private Bank (Europe) S.A.
Die Quintet Private Bank ist eine luxemburgische Bank mit Hauptsitz in der Oberstadt von Luxemburg-Stadt. Die Privatbankengruppe der Bank verfügt über Vertretungen in 50 europäischen Städten und ist seit 2011 im Besitz der Precision Capital, einer in Luxemburg ansässigen Bankholdinggesellschaft, die von der Familie des katarischen Scheichs Hamad ibn Dschasim ibn Dschabr Al Thani in Katar kontrolliert wird.

## Geschäftsführer
- 1879–1924: Wilhelm von Finck
- 1924–1980: August von Finck senior
- 1980–1991: August von Finck junior
- 1991–1995: Wilhelm Winterstein
- 1995–2002: Gerd Schmitz-Morkramer
- 2002–2010: Alexander Mettenheimer
- 2010–2015: Michael Krume und Georg Freiherr von Boeselager
- 2015–2016: Michael Krume, Thilo H. Wendenburg, Georg Freiherr von Boeselager, Udo Kröger, Joachim Gorny
- 2016–2017: Michael Krume, Udo Kröger, Joachim Gorny
- seit 2017: Matthias Schellenberg, Michael Krume
- seit 2018: Matthias Schellenberg, Michael Krume, Olivier Kuetgens
- seit 2020: Matthias Schellenberg, Olivier Kuetgens
- seit Juni 2020: Thomas Rodermann, Olivier Kuetgens
- seit Dezember 2020: Michael Savenay, CEO Deutschland
- seit März 2021: Reinhard Krafft, CEO Merck Finck
- seit Januar 2023: Michael Savenay, CEO Merck Finck

## Geschäftstätigkeit
Der Schwerpunkt der Geschäftstätigkeit liegt in der Beratung und Verwaltung von größeren und großen Vermögen mit privatem und/oder unternehmerischem Hintergrund. Zurzeit sind im Bankhaus 102 Mitarbeiter im Frontbereich tätig, wovon ein Großteil Kundenberater sind.
Das Angebot reicht von Strategischer Vermögensplanung über Vermögensverwaltung bis zu Beratung bei Vermögens- und Unternehmensnachfolge, Family Office und Stiftungsberatung.
Die luxemburgische Muttergesellschaft Quintet Private Bank ermöglicht es der Bank, grenzüberschreitende Transaktionen im gesamten Euro-Land zu initiieren und durchzuführen.
Zur Quintet Private Bank gehören Privatbanken aus Belgien, Dänemark, Deutschland, Großbritannien, den Niederlanden, dem Großherzogtum Luxemburg an.

## Anteilseigner
Merck Finck ist vollständig im Besitz der europäischen Privatbankengruppe Quintet, die sich wiederum über die Holding „Precision Capital“ im Besitz von privaten Investoren befindet.

## Standorte

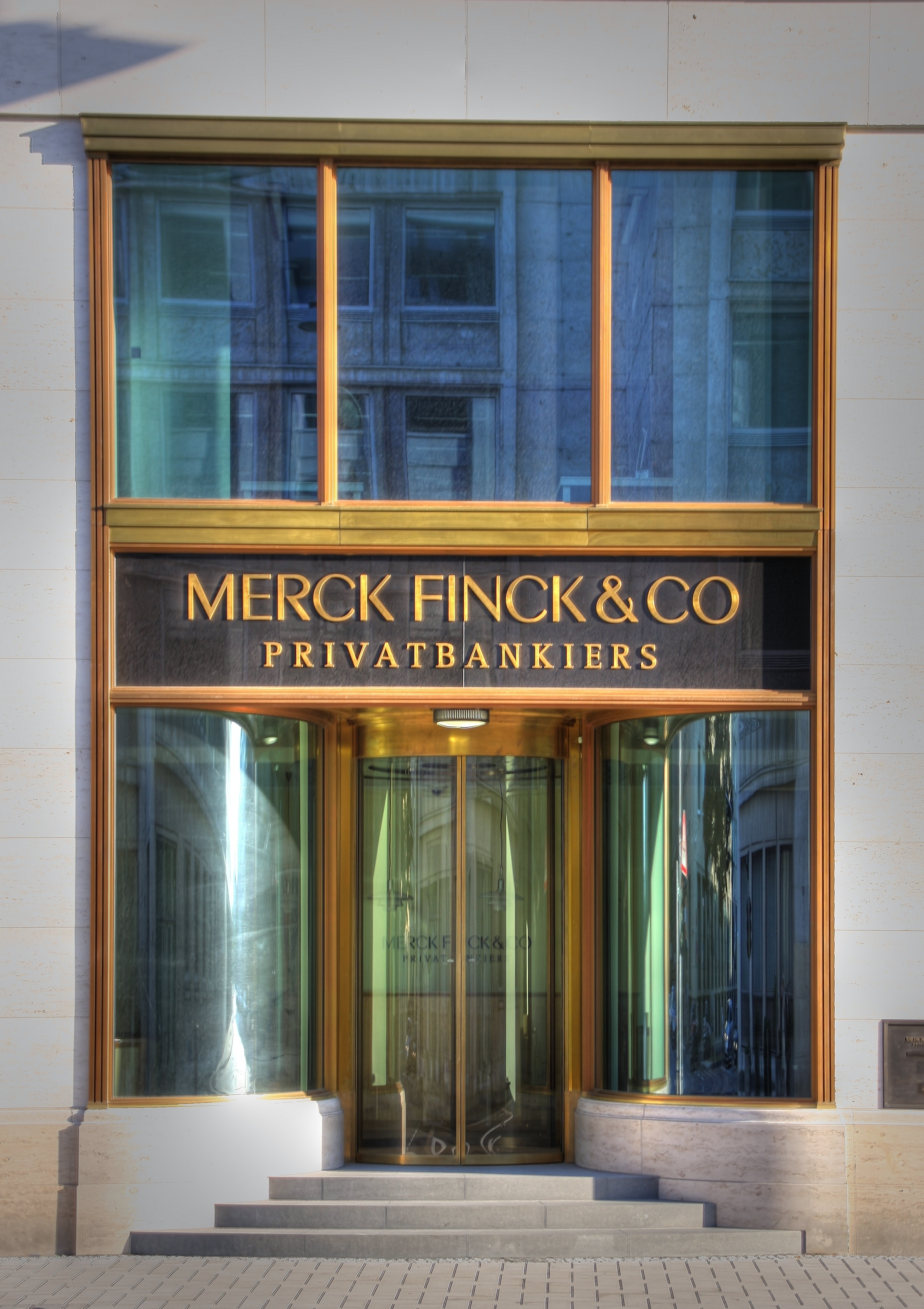
Eingang der Niederlassung im Kölner Bankenviertel

Merck Finck ist an 11 Standorten deutschlandweit vertreten. Neben dem Stammhaus in München sind die Privatbankiers in einem weiten Netzwerk in der gesamten Republik präsent.
- 1870: München
- 1954: Düsseldorf
- 1963: Frankfurt am Main
- 1992: Berlin, Hamburg, Stuttgart
- 2002: Köln, Münster
- 2004: Grünwald
- 2006: Augsburg
- 2008: Essen

## Merck Finck Stiftung
Merck Finck hat die Merck Finck Stiftung ins Leben gerufen, um sich gemeinsam mit den Kunden für ausgewählte Förderzwecke zu engagieren. Das Ziel der Stiftung ist es, die Gesellschaft in Deutschland bei der Weiterentwicklung wichtiger Zukunftsfelder zu unterstützen.
Im Fokus stehen die Themen:
- Bildung und Erziehung
- Jugend- und Altenhilfe
- Wissenschaft und Forschung
- Kunst und Kultur
- Natur- und Umweltschutz
- Öffentliches Gesundheitswesen
- Denkmalschutz und Denkmalpflege
- Tierschutz

## Kritik
Die Wochenzeitschrift Der Spiegel berichtete im Mai 2014, dass der Berater für Großgewinner der Westdeutschen Lotterie (Westlotto) auffällig oft Gewinner größerer Geldsummen an Merck Finck & Co vermittelt habe, um das Geld langfristig anzulegen. Der Artikel spricht davon, dass die Lottogewinner häufig schlecht beraten worden seien und die Anlageformen wie Schiffsfonds und offene Immobilienfonds häufig zu Verlusten geführt hätten. Westlotto bestreitet, dass der Mitarbeiter finanzielle Vorteile durch die Vermittlungen gehabt hätte.
Im April 2014 wurde die Bank in einem Falle wegen Falschberatung von Lottogewinnern verurteilt. Ein Ehepaar hatte mehr als sechs Millionen Euro bei Westlotto gewonnen und diese bei Merck Finck & Co angelegt. Die Bank überzeugte das Ehepaar, in sogenannte geschlossene Fonds zu investieren, die sich als unsicher herausstellten, sodass das Ehepaar einen Großteil des Lottogewinns verlor. Das Landgericht Münster stellte eine Falschberatung fest und verurteilte die Bank dazu, 510.000 Euro an das Ehepaar zu zahlen.